# Aranyi Lipót
Aranyi Lipót, született Goldman (Miskolc, 1855. szeptember 20. – Budapest, 1945. január) újságíró, lapszerkesztő.

## Élete
Aranyi (Goldman) Móric (1826–1886) kereskedő, szatócs és Dickman Záli (1826–1888) fia. Iskolái befejeztével kereskedő tanoncként dolgozott, majd 1876-tól a Miskolcz című lap belső munkatársa és fővárosi politikai napilapok levelezője volt. 1882-ben a Miskolcz szerkesztője lett. Miskolcon megalapította a Borsod-Miskolczi Közlöny című társadalmi, gazdasági és szépirodalmi lapot, amelynek kiadótulajdonos szerkesztője volt (1883–91). Miután Budapestre költözött, a Pesti Naplóba (1892, 1895) és a Fővárosi Lapokba írt cikkeket, tárcákat. A Nemzet (1892–99), a Magyar Újság, a Magyar Nemzet (1899–1903) és 1903-as alapításától Az Újság belső munkatársa, az utóbbi törvényszéki rovatvezetője. Tagja volt a Borsszem Jankó című humoros hetilap szerkesztőségének. Egy nyilas igazoltatás során felesége szeme láttára a Szent István körúton agyonlőtték.

## Családja
Első felesége Gasser Mária (1868–1901) volt, akivel 1888. november 15-én Sajókazincban kötött házasságot. A felesége harminchárom éves korában tüdővészben elhunyt. 1902. október 28-án ismét megházasodott. Második felesége a Londonból származó Weinmann Katalin (1870–1964) fővárosi tanítónő volt.
Gyermekei (első feleségétől):
- Aranyi Géza (1895–1944)[10]
- Aranyi Márta (1897–1945).[11] Férje Rosta (Reisz) Ernő magánhivatalnok.